# Russinho
Moacir Siqueira de Queiros, genannt Russinho, (* 18. Dezember 1902 in Rio de Janeiro; † 14. April 1992 ebenda) war ein brasilianischer Fußballspieler.
Russinho begann seine Karriere 1922 mit zwanzig Jahren beim Andarahy AC in seiner Heimatstadt Rio de Janeiro. Nach zwei Jahren ging er dann zum CR Vasco da Gama, wo er zehn Jahre lang spielte. Er soll dort insgesamt 225 Tore erzielt haben. Erst mit 36 Jahren hörte er auf, aktiv Fußball zu spielen. Russinho wurde mehrmals in die Nationalmannschaft Brasiliens berufen. Er war Mitglied der Teams bei der Campeonato Sudamericano 1925 sowie der Fußball-Weltmeisterschaft 1930. Die nachstehenden Einsätze in der Nationalmannschaft sind nachgewiesen.
Offizielle Länderspiele
- 22. Juli 1930 gegen Bolivien, Ergebnis: 4:0 (Fußball-Weltmeisterschaft)
- 10. August 1930 gegen Jugoslawien, Ergebnis: 4:1 (1 Tor)

Inoffizielle Spiele
- 20. Dezember 1925 gegen Newell’s Old Boys, Ergebnis: 2:2

## Erfolge
Vasco da Gama
- Staatsmeisterschaft von Rio de Janeiro: 1924, 1929, 1934

Botafogo
- Staatsmeisterschaft von Rio de Janeiro: 1935

Staatsauswahl von São Paulo
- Campeonato Brasileiro de Seleções Estaduais: 1929

## Auszeichnungen
- Staatsmeisterschaft von Rio de Janeiro Torschützenkönig: 1929 (23 Tore), 1931 (17 Tore)